# Astrabe flavimaculata
Astrabe flavimaculata är en fiskart som beskrevs av Akihito och Meguro, 1988. Astrabe flavimaculata ingår i släktet Astrabe och familjen smörbultsfiskar. Inga underarter finns listade.